# Oxydia peosinata
Oxydia peosinata là một loài bướm đêm trong họ Geometridae.